# OneEleven
OneEleven (ehemals Waterview Tower) ist ein Wolkenkratzers in der Innenstadt von Chicago. Der Bau wurde im Jahr 2006 begonnen und zwei Jahre später, 2008, auf der Höhe des 26. Stockwerks eingestellt. Nach mehrjähriger Baupause wurde der Bau zwischen 2012 und 2014 fertiggestellt.

## Beschreibung
Das Gebäude wurde auf einer für lange Zeit als Parkplatz genutzten Fläche geplant und sollte nach den Originalplanungen von Teng & Associates als Hotel und Wohngebäude genutzt werden. Die Adresse des Baugeländes lautet 111 West Wacker Drive.
Der Waterview Tower sollte 319 Meter hoch werden und 90 Etagen besitzen. Damit wäre der Waterview Tower das fünfthöchste Gebäude in Chicago nach dem Willis Tower, dem Trump International Hotel & Tower, dem Aon Center sowie dem John Hancock Center. Im Gegensatz zu den meisten modernen Bauten sollte das Hochhaus keine durchgehende Glasfassade erhalten, sondern einzeln eingefügte Fensterelemente. Die tragenden Elemente bestehen aus Stahlbeton.
Während in den Stockwerken 2 bis 11 Parkflächen für Hotelgäste und Bewohner geplant waren, beabsichtigte die Hotelkette Shangri-La Hotels and Resorts in den Stockwerken 12 bis 27 ein Hotel mit 200 Zimmern zu betreiben. Die Stockwerke 30 bis 88 waren luxuriösem Wohnraum vorbehalten.
Die Bauarbeiten sollten ursprünglich Ende 2009 beendet sein. Wegen der Finanzkrise wurden die Arbeiten Ende 2008 auf unbefristete Zeit am 26. Stockwerk gestoppt. Im Sommer 2009 wurde jedoch der verbleibende Kran von der Baustelle abtransportiert, was vermuten ließ, dass die Arbeiten nicht in absehbarer Zeit fortgeführt werden. Zeitweise wurde von einer Fertigstellung frühestens im Jahr 2012 ausgegangen, jedoch wurde nach 2010 kein genaueres Datum mehr genannt. Im November 2010 wurde berichtet, ein neuer Investor plane das Projekt möglicherweise zu übernehmen, um den Waterview Tower zukünftig als Bürogebäude zu nutzen. Nach diesen Plänen sollte das Gebäude nur 60 statt der geplanten 90 Stockwerke umfassen.
Das Gebäude wurde als OneEleven im Juli 2014 fertiggestellt und ist 190 m und 60 Stockwerke hoch.

## Bilder

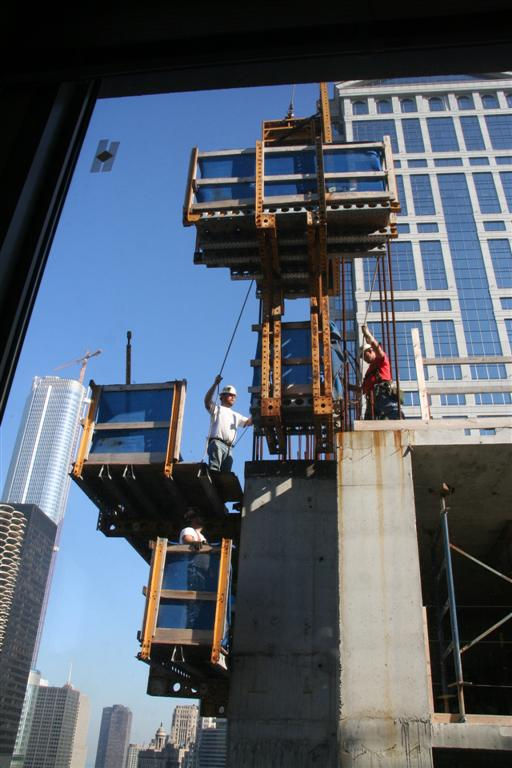
Arbeiten im Erdgeschoss (2007)
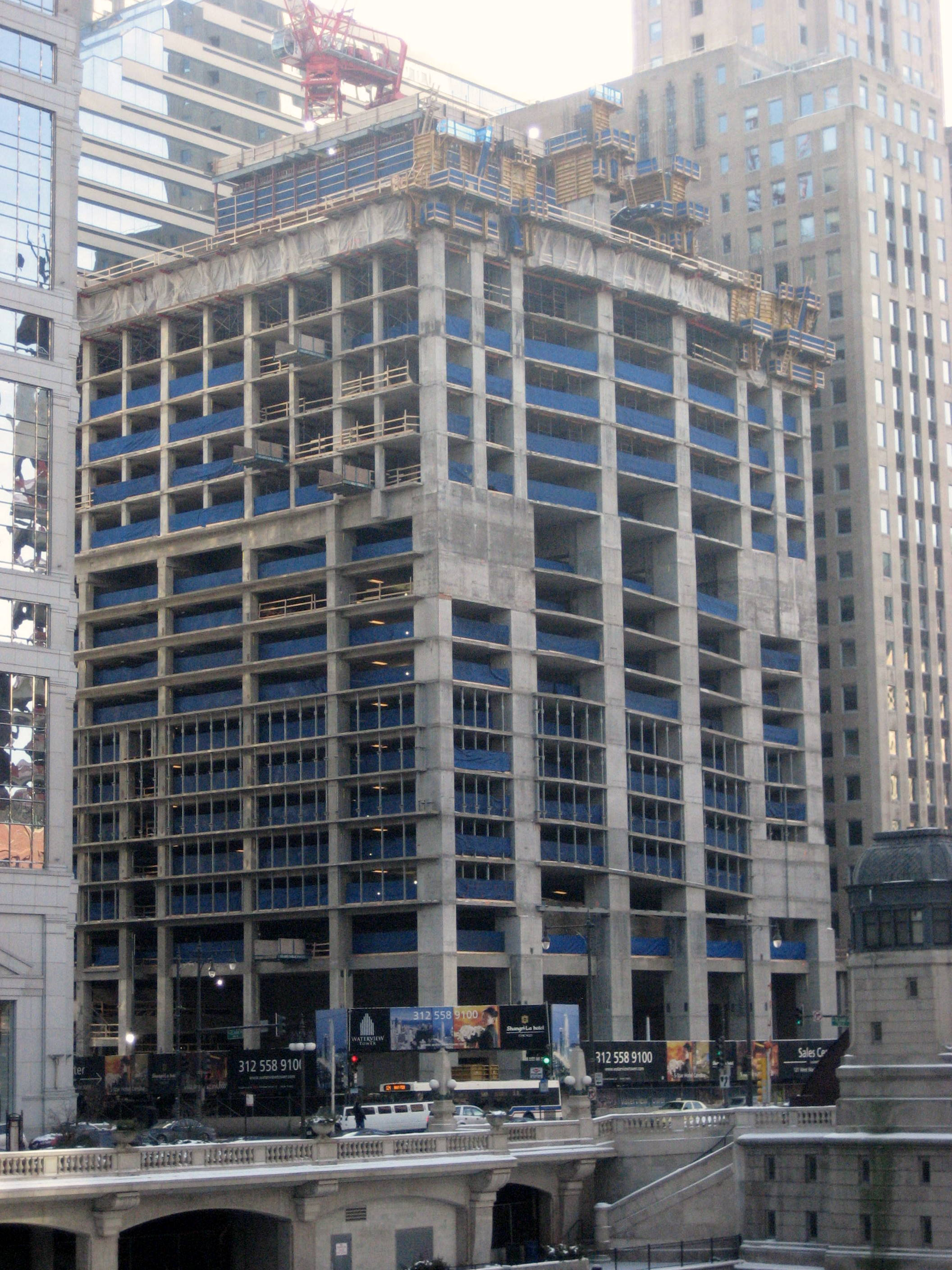
Der Rohbau am 27. Januar 2008
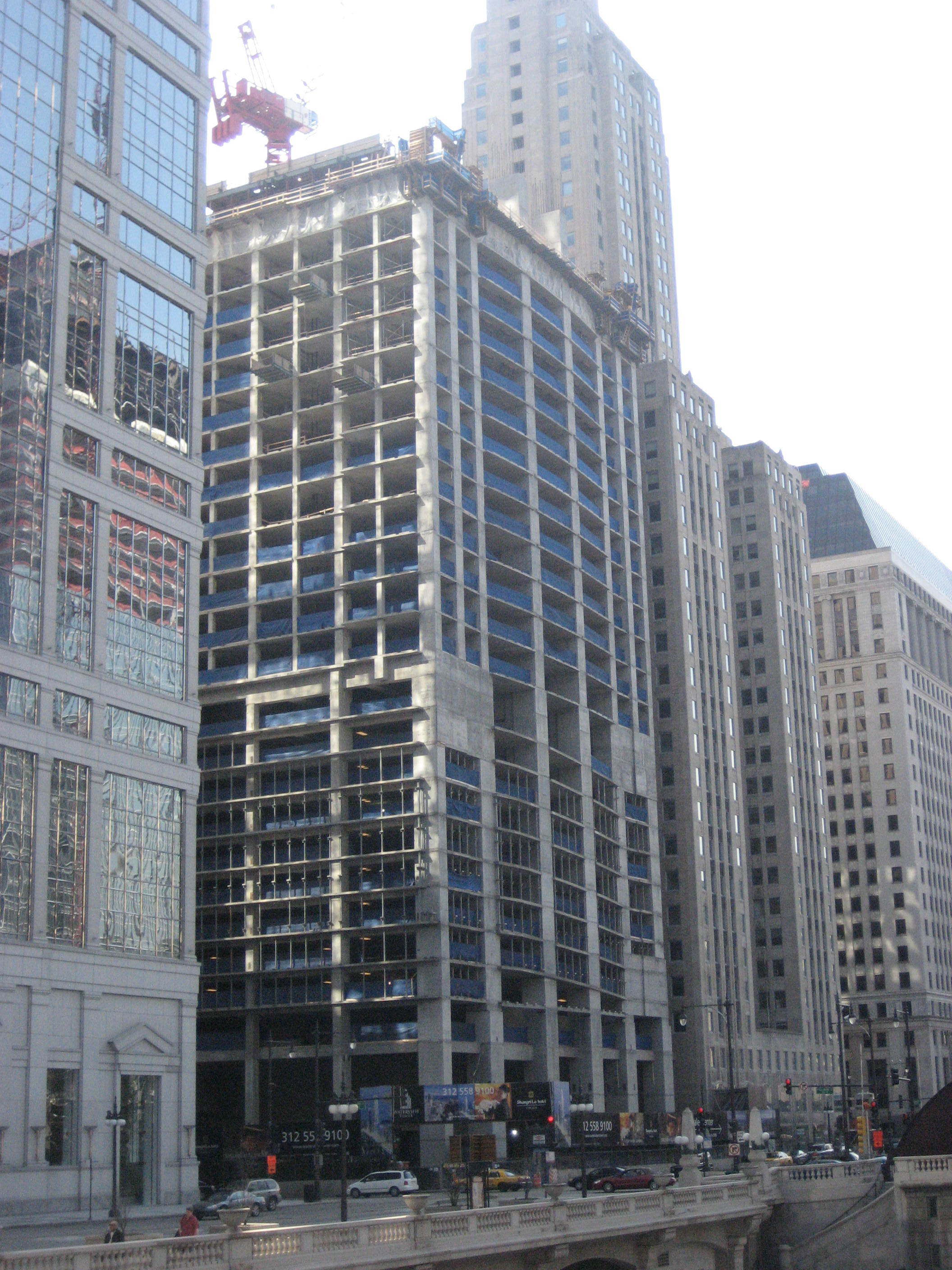
Im Bau 2008